# Sclerogenia
Sclerogenia là một chi bướm đêm thuộc họ Noctuidae.

## Loài
- Sclerogenia jessica Butler, 1878